# Martin Vogler (Politiker, 1830)
Martin Vogler (* 7. März 1830 in Oberrohrdorf; † 18. April 1903 in Baden) war ein Schweizer Politiker (FDP), Gastwirt und Fabrikant. Er war zehn Jahre lang Mitglied des Grossen Rates des Kantons Aargau und fast drei Jahrzehnte lang Gemeindeammann seiner Heimatgemeinde Oberrohrdorf. Vier Jahre lang amtierte er als Nationalrat.

## Biografie
Nach der Schulzeit lebte Vogler vorübergehend in Vevey und Lausanne. In Hofwil bei Münchenbuchsee erlernte er den Beruf des Landwirts. Als sein Vater starb, übernahm er im Alter von 19 Jahren den Hof seiner Familie. Von seinem Vater übernahm er auch den Gasthof «zum Roten Löwen» und war nebenbei als Gastwirt tätig. 1865 gründete er eine kleine Fabrik zur Herstellung von Bürsten. Von 1859 bis 1866 und erneut ab 1877 amtierte er als Gemeindeammann von Oberrohrdorf. In den Jahren 1860 bis 1862 und 1864 bis 1872 war er Mitglied des aargauischen Grossen Rates. 1884/85 gehörte er dem Verfassungsrat an, von 1888 bis 1892 war er Nationalrat. Vogler trug maßgeblich zur Gründung der landwirtschaftlichen Winterschule in Brugg bei, die 1883 ihren Betrieb aufnahm. Darüber hinaus präsidierte er von 1883 bis 1891 die Aargauische landwirtschaftliche Gesellschaft.
1897 beschloss die Oberrohrdorfer Gemeindeversammlung, die Trennung der Dorfschule in eine Unter- und Oberstufe aufzuheben und wieder eine kostengünstigere, aber qualitativ schlechtere Gesamtschule einzuführen. Vogler war über diesen Entscheid derart enttäuscht, dass er umgehend als Gemeindeammann zurücktrat und nach Baden umzog, wo er seine letzten Lebensjahre verbrachte. Die von ihm gegründete Bürstenfabrik hatte er bereits 1883 verkauft. Sie zählte in ihrer Blütezeit 16 Mitarbeiter, musste aber 1918 die Produktion einstellen, da die Löhne im Vergleich zur Metallindustrie nicht mehr konkurrenzfähig waren.